# Hampel
Hampel ist ein deutscher Familienname.

## Namensträger
- Adolf Hampel (1933–2022), deutscher Kirchenhistoriker
- Angela Hampel (* 1956), deutsche Malerin, Grafikerin und Objektkünstlerin
- Anika Hampel (* 2003), deutsche Handballspielerin
- Anton Joseph Hampel (um 1710–1771), deutscher Hornist
- Armin-Paul Hampel (* 1957), deutscher Fernsehjournalist und Politiker (AfD)
- Bruno Hampel (1920–1996), deutscher Autor und Drehbuchautor
- Carl Hampel (Gartenarchitekt) (1849–1930), deutscher Gartenarchitekt
- Carl Hampel (Maler) (um 1887–1942), australischer Maler
- Charlotte Hampel (1863–1945), österreichische Malerin
- Cornelia Hampel, deutsche Hörspielautorin
- Curt Hampel (1905–1973), deutscher Hochschullehrer
- Daniela Hampel, (* 1972), deutsche Juristin und Richterin
- Desiderius Hampel (1895–1981), deutscher SS-Brigadeführer und Generalmajor der Waffen-SS
- Erich Hampel (* 1951), österreichischer Bankmanager
- Ernst Hampel (Politiker) (1885–1964), österreichischer Politiker (GDVP)
- Ernst Hampel (Widerstandskämpfer) (1919–1945), deutscher Maler und Widerstandskämpfer
- Ernst Wilhelm Hampel (1874–??), deutscher Lehrer und Autor
- Eryk Hampel (* 1997), polnischer Leichtathlet
- Elise Hampel (1903–1943), deutsche Widerstandskämpferin
- Eva Hampel (* 1992), deutsche Fechterin
- Frank Hampel (1941–2018), deutscher Mathematiker
- Franz Hampel (1834–1918), österreichischer Bildhauer und Architekt
- Friedrich Hampel (1898–nach 1952), deutscher Politiker (Ost-CDU), MdL Sachsen-Anhalt
- Fritz Hampel (Slang; 1895–1932), deutscher Satiriker
- Gertie Hampel-Faltis (1897–1944), böhmische Dichterin
- Gunter Hampel (* 1937), deutscher Jazzmusiker
- Hans Hampel (1822–1884), böhmischer Pianist und Komponist
- Harald Hampel (* 1962), deutscher Neurowissenschaftler und Psychiater
- Hermann Otto Hampel (1888–1935), deutscher Politiker, Gewerkschaftsführer und Widerstandskämpfer
- Jan Hampel (1933–1975), polnischer Eishockeyspieler
- Jarosław Hampel (* 1982), polnischer Speedwayfahrer
- Johann Georg Carl Hampel (1789–1842), deutscher Architekt und Baubeamter
- Johannes Hampel (Pädagoge) (1925–2016), deutscher Pädagoge und Hochschullehrer
- Johannes Hampel (Schachspieler) (* 1934), deutscher Schachspieler
- Josef Hampel (Baumeister) (um 1844–1913), deutsch-böhmischer Baumeister in Rumburg
- Josef Hampel (1897–1979), deutscher Chemiker
- József Hampel (auch Joseph Hampel; 1849–1913), ungarischer Archäologe
- Karl Hampel († 1819), österreichischer Pantomime und Librettist
- Klaus Erich Hampel (1932–2016), deutscher Mediziner
- Manfred Hampel (* 1942), deutscher Politiker (SPD), MdB
- Maria Hampel-Fuchs (* 1940), österreichische Politikerin (ÖVP)
- Maria Magdalena Hampel (1839–nach 1876), deutsche Schreiblehrerin und Erfinderin
- Max Hampel (1893–1978), deutscher Politiker (CDU), Mitglied der Stadtverordnetenversammlung von Groß-Berlin
- Nadine Hampel (* 1975), deutsche Politikerin (SPD), MdL Sachsen-Anhalt
- Olaf Hampel (Bobfahrer) (* 1965), deutscher Bobfahrer
- Olaf Hampel (Footballspieler) (* 1967), deutscher American-Football-Spieler
- Oliver Hampel (* 1985), deutscher Fußballspieler
- Otto Hermann Hampel (1897–1943), deutscher Widerstandskämpfer
- Paul Hampel (Grafiker) (1874–1955), deutscher Grafiker
- Paul Hampel (Landrat) (1907–nach 1942), deutscher Landrat
- Peggy Hampel (* 1973), deutsche Badmintonspielerin, siehe Peggy Richter
- Petra Hampel (* 1961), deutsche Psychologin
- Renata Hampel (1930–2013), deutsche Ordensschwester
- Sigmund Walter Hampel (1867–1949), österreichischer Maler
- Stephan Hampel (* 1989), deutscher Handballspieler
- Theodor Hampel (1802–1886), mährischer Geistlicher und Sammler
- Thomas Hampel (* 1966), deutscher Polizist
- Thorsten Hampel (1971–2008), deutscher Medienwissenschaftler
- Ulrich Hampel (* 1964), deutscher Politiker (SPD), MdB
- Vinzenz Hampel (1880–1955), deutscher Pädagoge, Musiker und Komponist
- Wilhelm Ernst Hampel (1874–nach 1936), deutscher Pädagoge
- Winfried Hampel (1935–2010), deutscher Politiker (FDP, CDU), MdA Berlin